# Лившиц, Вениамин Наумович
Лившиц Вениамин Наумович (род. 1931) — советский и российский учёный, кандидат технических наук (1961), доктор экономических наук (1972), профессор (1979), Заслуженный деятель науки и техники РСФСР (1989). 
Действительный член ряда зарубежных и отечественных научных ассоциаций и академий (IAEE — International Association Energy Economist, Международных Академий Информатизации — МАИ, Инвестиций и Экономики Строительства — МАИ и ЭС, Организационных Наук — МАОН, Российской Академии Естественных Наук — РАЕН и др.)

## Биография
Родился 8 февраля 1931 года в городе Луганске Украинской ССР в семье служащих: отец – инженер-электрик, мать-врач. 
Окончил с отличием Московский энергетический институт (МЭИ) (1953, специальность – электрический транспорт) и механико-математический факультет МГУ им. М. В. Ломоносова (1965, специальность-математика).
В 1953-1956 годах работал на предприятиях угольной промышленности в Челябинской области. В 1956-1976 годах – аспирант, младший и старший научный сотрудник, заведующий сектором Института комплексных транспортных проблем при Госплане СССР. В 1976-1977 годах – профессор Московского автомобильно-дорожного института; с 1977 года – заведующий лабораторией Всесоюзного научно-исследовательского института системных исследований АН СССР (с 1993 года – Институт системного анализа РАН). 
В настоящее время — заведующий лабораторией «Анализа эффективности инвестиционных проектов» ЦЭМИ РАН, заведующий лабораторией «Системный анализ эффективности отраслей естественной монополии» ИСА РАН, заведующий кафедрой «Оценка эффективности инвестиционных проектов» ФИВТ МФТИ, профессор Международного Университета «Природа, Общество, Человек» в городе Дубна, профессор Международного Университета в Москве, преподаватель Высшей школы менеджмента ГУ-ВШЭ. Член редакционной коллегии «Экономика и математические методы», «Системные исследования», «Аудит и финансовый анализ».
Автор около 400 научных работ (в том числе монографий) по экономике, транспорту, энергетике, математике.
Основные направления исследований: математическое моделирование социально-экономических процессов, методы оптимизации решений динамических задач в экономике, оценка эффективности инвестиционных и инновационных проектов, обоснование рациональных стратегий развития производственной инфраструктуры, экономика транспорта.

## Награды и премии
- 1989 — Заслуженный деятель науки РФ
- 1999 — Лауреат Премии РАН по экономике имени академика В. С. Немчинова
- 2001 — медаль «За трудовую доблесть» Президиума Верховного Совета СССР
- 2001 — серебряная медаль имени академика Н. Н. Моисеева за заслуги в сфере образования
- 2006 — почётное звание и знак РАЕН «Рыцарь науки и искусств»
- 2008 — Премия Международного научного фонда экономических исследований академика Н. П. Федоренко
- 2008 — медали «Ветеран труда», «850 лет Москвы».

## Основные произведения
- Лившиц В. Н. Системный анализ экономических процессов на транспорте. — М.: Транспорт, 1986, 246 с
- Арикайнен А. И., Левит Б. Ю., Лившиц В. Н. Методические положения по оценке народнохозяйственной экономической эффективности продления навигации в Арктике. — М.: ВНИИСИ, 1989
- Виленский П. Л., Лившиц В. Н., Смоляк С. А. Оценка эффективности инвестиционных проектов: теория и практика. Учебное пособие. — М.: Дело, 2001 (1-е издание), 2002 (2-е издание), 2004 (3-е издание), 2008 (4-е издание).
- Лившиц В. Н., Виленский П., Смоляк С., Шахназаров А. О методологии оценки эффективности реальных инвестиционных проектов. // Российский экономический журнал, 2006, № 9-10.
- Лившиц В. Н., Лившиц С. Н. Макроэкономические теории, реальные инвестиции и государственная российская экономическая политика. — М.: URSS, 2008, 245 стр.
- Лившиц В. Н., Лившиц С. В. Системный анализ нестационарной экономики России (1992—2009): рыночные реформы, кризис, инвестиционная политика. — М.: Поли Принт Сервис, 2010. 444 стр.